# Parafia Zwiastowania Najświętszej Maryi Panny w Chojnicach
Parafia Zwiastowania Najświętszej Maryi Panny w Chojnicach – nieistniejąca obecnie rzymskokatolicka parafia, erygowana ostatnio w 1975, należąca do dekanatu Chojnice, diecezji pelplińskiej. Kościołem parafialnym był Kościół Zwiastowania Najświętszej Maryi Panny w Chojnicach (tzw. kościół gimnazjalny). Ze względu na bliskie położenie kościoła względem obecnej Bazyliki Mniejszej kościół był kilkakrotnie przyłączany do parafii Ścięcia św. Jana Chrzciciela, a następnie był siedzibą samodzielnej parafii. Parafia została zniesiona 1 sierpnia 2005 r. Ostatnim proboszczem był ksiądz prałat Henryk Cyrzan, a kościół gimnazjalny pełni funkcję kościoła filialnego parafii Ścięcia Św. Jana Chrzciciela w Chojnicach.